# Spodoptera ornithogalli
Espèce
Spodoptera ornithogalli est une espèce de Lépidoptères (papillons) de la famille des Noctuidae.

## Description

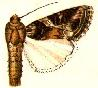
Illustration du début du XXe siècle

Cette espèce est le représentant américain de l’espèce sœur Spodoptera littoralis, car elles ont des formes très similaires.  Cependant, S. ornithogalli a un corps beaucoup plus sombre avec des marques plus nettes
L'envergure du papillon adulte est de 32–44mm. Les adultes volent d'avril à novembre, selon l'endroit. 
Les larves se nourrissent de diverses plantes, notamment de la luzerne, de l'asperge, des haricots, des betteraves, du chou, du trèfle, du maïs, du coton, du concombre, du houblon, du raisin, de l'oignon, du pois, de la pêche, des arachides, de la patate douce et des fruits secs, du tabac, de la tomate, du navet, du blé et la plupart des autres plantes à feuilles molles. 

## Répartition
L'espèce est notamment présente en Amérique du Nord (États-Unis d'Amérique, Canada, Mexique), en Amérique centrale et Amérique du Sud :
- En Amérique du Nord :
  - dans plusieurs États des États-Unis d'Amérique dont : Arizona, Arkansas, Californie, Colorado, Connecticut, Delaware, Floride, Géorgie, Illinois, Indiana, Iowa, Kansas, Kentucky, Louisiane, Maine, Maryland, Massachusetts, Michigan, Minnesota, Mississippi, Missouri, Nebraska, New Hampshire, New Jersey, New Mexico, New York, North Carolina, Ohio, Oklahoma, Pennsylvania, Rhode Island, South Carolina, Tennessee, Texas, Utah, Virginie, West Virginia, Wisconsin ;
  - au Canada, de la Nouvelle-Écosse à l'Ontario ;
  - au Mexique.
- En Amérique centrale, en Guadeloupe, Marie-Galante, Saint-Christophe, Dominique, Cuba, République dominicaine, Mexique, Guatemala, Costa Rica.
- En Amérique du Sud : en Argentine, au Brésil, en Colombie, en Guyane française , au Paraguay, au Pérou et au Venezuela.

## Systématique
Le nom valide complet (avec auteur) de ce taxon est Spodoptera ornithogalli Guenée, 1852.
Spodoptera ornithogalli a pour synonymes :
- Spodoptera commelinae Riley, 1871
- Spodoptera eudiopta Guenée, 1852
- Spodoptera eudioptoides Barnes & Benjamin, 1923
- Spodoptera flavimedia Harvey, 1875
- Spodoptera lineatella Harvey, 1875
- Spodoptera variolosa Walker, 1857